# Peter Hadland Davis
Peter Hadland Davis (18 juin 1918 - 5 mars 1992) est un botaniste britannique.

## Biographie
Davis est né le 18 juin 1918 à Weston-super-Mare. Initialement, il fait ses études à la Nash House, Burnham-on-Sea, puis poursuit ses études au Bradfield College et plus tard à Maiden Erlegh près de Reading, Berkshire. En 1937, il commence une formation à la pépinière de plantes alpines d'Ingwersen à East Grinstead et s'intéresse à la botanique.
En 1938, il entreprend sa première expédition botanique, bien qu'en amateur de sa propre initiative. Il visite le Moyen-Orient et la Turquie, mais doit interrompre son voyage en 1939 au début de la Seconde Guerre mondiale. Il est appelé dans l'armée et sert jusqu'en 1945. Les deux dernières années de son temps dans l'armée, il passe du temps au Caire. Immédiatement après avoir été démobilisé, Davis déménage en Écosse pour étudier la botanique à l'Université d'Édimbourg.
En 1950, il commence le projet de recherche qui devient finalement la flore de la Turquie et des îles de la mer Égée orientale . En 1952, il obtient son doctorat avec une thèse sur la taxonomie de la flore du Moyen-Orient. Dans les années 1950, Davis effectue de nombreux voyages à l'étranger, récoltant des plantes au Kurdistan, en Russie et au Moyen-Orient. En 1959, il reçoit le Cuthbert Peek Award de la Royal Geographical Society pour son expédition au Kurdistan.
En 1955, il est élu membre de la Royal Society of Edinburgh avec proposants Sir William Wright Smith, Alexander Nelson, John Anthony et Brian Burtt.
À partir de 1961, il intensifie ses efforts pour achever la Flore de Turquie, qui est finalement achevée en 1985. En 1963, il obtient un D.Sc. diplôme de l'Université d'Édimbourg, présentant la thèse "Contributions à la flore de la Turquie" . Il est invité à servir de conseiller régional pour la Turquie sur le projet Flora Europaea. Il reçoit la médaille du Symposium lors du Symposium international sur les problèmes de la flore et de la végétation des Balkans et est honoré par le gouvernement turc pour ses réalisations scientifiques. Il reçoit ensuite la Médaille linnéenne de la Linnean Society of London pour son engagement envers le Jardin botanique royal d'Édimbourg. Dans les années 1980, il reçoit la médaille Neill de la Royal Society of Edinburgh pour ses contributions à la taxonomie des plantes.
Il est décédé à Édimbourg, le 5 mars 1992. Aux termes de son testament, il dote le Davis Expedition Fund, pour aider les étudiants d'Édimbourg à entreprendre des travaux de terrain biologiques à l'étranger, comme il l'avait fait.
Les taxons végétaux Biarum davisii, Symphytum davisii, Atriplex davisii, Vicia davisii, Fritillaria davisii, Digitalis davisiana, Papaver davisii et Alopecurus davisii portent son nom.

## Publications
- Flora of Turkey and the East Aegean Islands, Edinburgh University Press (ten volumes)
- Peter H. Davis et V. H. Heywood, Principles of Angiosperm Taxonomy, Oliver & Boyd, 1963 (lire en ligne )
- Peter H. Davis et J. Cullen, The Identification of Flowering Plant Families: Including a Key to Those Cultivated in North Temperate Regions, Cambridge University Press, 1989
- Peter H. Davis, P. C. Harper et I. C. Hedge, Plant life of South-West Asia, 1971